# When the Heartache Is Over
When the Heartache Is Over ist ein Lied von Tina Turner aus dem Jahr 1999, das auf ihrem Album Twenty Four Seven erschien.

## Entstehung und Veröffentlichung
Das Lied wurde von Graham Stack und John Reid geschrieben und von Brian Rawling und Mark Taylor produziert. Die Single wurde am 6. September 1999 über Parlophone veröffentlicht. Eine Maxiversion folgte am 18. Oktober 1999. Diese enthielt zusätzlich neben der 3:45 Minuten langen Albumversion den „Metro Mix“ und den „7th District Club Mix“.

## Musikvideo
Das Musikvideo entstand unter der Regie des Briten Paul Boyd. Es zeigt Turner, die auf einem großen T tanzt, weitere Tänzer sind auf dem Boden um sie herum zu sehen. Die Choreographie übernahm Tina Landon.

## Charts und Chartplatzierungen
When the Heartache Is Over erreichte die Singlecharts einiger europäischer Länder, darunter Platz drei in Finnland und Platz elf in Spanien, Platz 16 in Schweden und Platz 49 in Frankreich. In Deutschland erreichte die Single in elf Chartwochen mit Rang 23 seine höchste Chartnotierung. In den deutschen Airplaycharts erreichte das Lied für eine Woche die Chartspitze. In Österreich erreichte When the Heartache Is Over in sieben Chartwochen mit Rang 22 seine höchste Chartnotierung und in der Schweizer Hitparade in 18 Chartwochen mit Rang 17.
| ChartsChartplatzierungen     | Höchstplatzierung | Wochen |
| ---------------------------- | ----------------- | ------ |
| Deutschland (GfK)            | 23 (11 Wo.)       | 11     |
| Österreich (Ö3)              | 22 (7 Wo.)        | 7      |
| Schweiz (IFPI)               | 17 (18 Wo.)       | 18     |
| Vereinigtes Königreich (OCC) | 19 (6 Wo.)        | 6      |